# Disleksija u umjetnosti
Ovo je popis filmova, televizijskih serija i književnih djela koje se bave problemom disleksije ili se u njima pojavljuju likovi s disleksijom.

## Filmovi (kino i televizija)
- američki televizijski film The Princess and the Cabbie (1981.) govori o bogatoj mladoj ženi Joanni (Valerie Bertinelli), prema kojoj je otac ponaša zaštitnički sve dok vozač taksija ne shvati da djevojka ima disleksiju, te joj pokuša pomoći.
- serijal ABC Afterschool Special, epizoda Backwards: The Riddle of Dyslexia (1984.) govori o Brianu (River Phoenix) koji se muči u školi sve dok mu ne dijagnosticiraju disleksiju.
- američki televizijski film Love, Mary (1985.) temelji se na istinitoj priči o Mary (Kristy McNichol) kojoj je dijagnosticirana disleksija, te koja na kraju postane liječnica.
- američki televizijski film The Secret (1992.) govori o Mikeu (Kirk Douglas) koji je imao skrivenu disleksiju cijeli život sve dok ne shvati da njegov unuk Jesse ima iste poteškoće.
- britanski film Shooting Fish (1997.): Dylan (Dan Futterman) je bivši zatvorenik koji pripisuje svoj način života nemogućnosti pronalaska posla, za što krivi disleksiju.
- američki televizijski film Anya's Bell (1999.): Scott (Mason Gamble)
- američki film Pearl Harbor (2001.): Kapetan Rafe McCawley (Ben Affleck)
- američki nezavisni film Mean Creek (2004.) o grupi dječaka koji se moraju boriti sa školskim nasilnikom, disleksičnim dječakom Georgeom (Josh Peck). Na kraju George pokaže svoje pravo lice, a dječaci ga slučajno ubiju.
- kanadski film Wilby Wonderful (2004.): Duck MacDonald (Callum Keith Rennie)[1]
- francuski film La Cérémonie (2005.): Sophie (Sandrine Bonnaire)
- američki film Baš kao ona (2005.): Maggie (Cameron Diaz). Temelji se na istoimenom romanu Jennifer Weiner iz 2002.
- britanski film A Mind of Her Own (2006.) govori o disleksičnoj ženi Sophie koja je odlučna da postane liječnica.
- američki nezavisni film Bad (2007.) govori o Johnu koji se muči u petom razredu osnovne škole sve dok mu ne dijagnosticiraju disleksiju.
- indijski film Taare Zameen Par (2007.) govori o Ishaanu (Darsheel Safary) koji se muči u školi sve dok njegov učitelj likovne umjetnosti (Aamir Khan) ne shvati da dječak ima disleksiju.
- američki dokumentarni film Dislecksia: The Movie (2009.).
- američki film Percy Jackson & the Olympians: The Lightning Thief (2010.), film o grčkoj mitologiji koja postoji u 21. stoljeću; temelji se na knjigama Ricka Riordana u kojoj glavni lik, Percy Jackson, ima disleksiju. Za polubogove je to istovremeno poremećaj u učenju i prednost. Dječak miješa riječi koje su mu potrebne za školsku zadaću, ali mu to također omogućuje da prevodi drevni grčki jer su mozgovi polubogova stvoreni za to.

### Televizijske serije s likovima koji imaju disleksiju
- američka televizijska serija Cosby Show (1984. – 1992.): Theodore Aloysius "Theo" Huxtable (Malcolm-Jamal Warner)
- američka televizijska serija I to mi je neki život (1994. – 1995.): Jordan Catalano (Jared Leto)
- američka televizijska serija SeaQuest DSV (1994. – 1996.): Tony Piccolo (Michael DeLuise)
- američka televizijska serija Beverly Hills, 90210 (1990. – 2000.): Donna Martin (Tori Spelling)
- američka televizijska serija Korak po korak (1991. – 1998.): John Thomas "J.T." Lambert (Brandon Call)
- američka televizijska serija Arthur (1996. - danas): Autor George Lundgren
- američka animirana televizijska serija Static Shock (2000. – 2004.): Rubber Band Man (glas posudio Kadeem Hardison)
- kanadska američka televizijska serija Degrassi: The Next Generation (2001. - danas): likovi Joey Jeremiah i Anya MacPherson[2][3]
- američka televizijska serija George Lopez (2002. – 2007.): Max Lopez. George Lopez (lik iz serije) ima disleksiju koju je naslijedio od svog oca Georgea.
- američka televizijska serija Uvijek je sunčano u Philadelphiji (2005. - danas): Charlie Kelly
- američka televizijska serija Heroji (2006. - danas): Matt Parkman (Greg Grunberg)
- američka televizijska serija Uvod u anatomiju (2004. - danas): Cristina Yang (Sandra Oh)
- australska televizijska serija The Librarians (2007. - danas): Lachie Davis (Josh Lawson)
- američka televizijska serija Shake It Up (2010. - danas): CeCe Jones (Bella Thorne)
- američka televizijska serija Glee (2010. - danas): Sam Evans (Chord Overstreet)

## Književnost
- Percy Jackson - serijal Percy Jackson & the Olympians
- Annabeth Chase - serijal Percy Jackson & the Olympians
- Serijali Most Demigods - Percy Jackson & the Olympians i Heroes of Olympus
- Jackie Flowers, detektivka i odvjetnica u serijalu detektivskih romana Stephanie Kane.[4]
- Maggie u romanu Jennifer Weiner Baš kao ona (2002.)
- Hank Zipzer, glavni lik seriji knjiga za djecu glumca i pisca Henryja Winklera.
- Moose Mason u stripu Archie.
- Taki Matsuya, mutant iz američke serije stripova Marvel Comics, (1988.-danas).
- Cassandra Cain, verzija lika Batgirl. Od rođenja su je učili da čita svijet u pokretu što je od nje stvorilo nezaustavljivu majstoricu borilačkih vještina. Pojavjuje se u stripovima DC Comicsa od 1999.
- Will Trent, detektiv u romanima Karin Slaughter.
- Maeve Kaplan-Taylor, jedan od pet glavnih likova serijala za mlade Beacon Street Girls.
- Bascule the Teller, lik iz romana Iana M Banksa Feersum Endjinn. Basculeov dio priče je ispripovijedan u polufonetskom pravopisu koji čitatelji (koji nemaju disleksiju) mogu teško raščlaniti, što je možda uvod u dislektičan svijet.
- Stella Penn, lik iz romana Marksa Petera Hughesa Lemonade Mouth, na kraju knjige shvati da ima disleksiju.